# Le Cavalier de l'orage
Le Cavalier de l'orage (titre original : Stormrider) est un roman de fantasy écrit par l'auteur britannique David Gemmel, paru en 2002 en anglais et en 2007 en français. Ce roman est le quatrième et dernier volume du Cycle Rigante, il fait suite au roman Le Cœur de corbeau.

## Résumé
Un des puissants Chevaliers du Sacrifice du nom de Winter Kay s'empare en secret d'un crâne Seithe aux pouvoirs magiques impressionnants, capable de soigner leur possesseurs, de renforcer leur énergie, de prolonger leur vie, et de faire usage de pouvoir psychiques maléfiques très puissants.
Quelques années ont passé, et Winter Kay est maintenant l'homme le plus puissant de l'empire Varlishe, plus puissant même que le roi qu'il fait assassiner. Le Seithe dont il possède le crâne n'est pas encore tout à fait mort, et pour revivre, il a besoin de sang, de torrents de sang.
Alors que Gaise Macon, le Cavalier de l'Orage et général de l'armée Varlishe se fait Winter Kay pour ennemi, il rencontre l'amour de sa vie... qui meurt peu après à cause d'une tentative d'assassinat des Chevaliers du Sacrifices. Avec son régiment originaire d'Eldacre, Gaise entreprend alors le long retour vers son pays, poursuivit par les ennemis.
Le Moïdart, toujours aussi cruel se serait bien rallié à Winter Kay, mais la tentative d'assassinat perpétuée sur son fils, ainsi qu'un peu plus tard contre sa propre personne changent radicalement son point de vue.
Il organise ses troupes, et vainc rapidement son voisin en lui tendant un piège et le faisant assassiner par le Faucheur, récupérant au passage ses troupes.
Kaelin Ring déteste toujours autant le Moïdart qui a tué son père autrefois, et la mort de son ami Jaim Grimauch n'a rien arrangé. Toutefois, il se laisse convaincre par sa tante Maev de le rencontrer, ne serait-ce que pour bien connaître son ennemi. Cependant, quand ils se rencontrent, Kaelin décide de s'allier provisoirement avec lui contre les armées de Winter Kay.
C'est ainsi deux mille Rigantes décidés qui se battent aux côtés de dix huit mille soldats à la solde du Moïdart, payés par la richissime Maev Ring.
Seulement l'armée de Winter Kay est quatre fois plus nombreuse, et arrive pour les attaquer avec l'avantage inestimable du crâne Seithe qui lui permet de deviner les plans de ses ennemis. La campagne débute de façon sanglante causant des milliers de morts. Cinq cents Rigantes à eux seuls repoussent une force d'invasion Varlishe plusieurs fois plus nombreuse avant d'apprendre qu'ils servaient à Gaise Macon, venu tardivement en renfort les aider. Kaelin est complètement furieux après lui, surtout après qu'il a décidé de faire planter les têtes des vaincus sur des lances en guise de diversion. Sur le commentaire prosaïque de "Ta parole, c'est de la merde" il décide de ne plus lui faire véritablement confiance. Par la suite, Kaelin s'opposera systématiquement aux pratiques barbares exécutées par Gaise Macon pour tenter d'impressionner leur ennemi.
L'armée de Winter Kay se met alors à employer des méthodes similaires, et des niveaux sans précédent d'horreur et de folie meurtrière sont atteints dans les deux camps.
L'armée du Moïdart livre campagne sur plusieurs fronts, livrant bataille sur bataille, passant d'une embuscade à une escarmouche durant un repli stratégique. Malgré leurs efforts, ils sont lentement repoussés, infligeant toutefois des pertes bien plus élevées chez l'Empire Varlishe. Les Rigantes qui sont les troupes d'élite de son armée à eux seuls infligent en moyenne des pertes de presque dix contre un.
Le crâne maudit, qui peut être possédé par un Rigante pour s'emparer de son corps manipule Winter Kay, l'obligeant à l'abandonner à l'Hôte, qui le confie à Gaise Macon en lui conseillant de ne pas s'en servir. Winter Kay sait que si le crâne développe son plein potentiel en s'emparant de Macon, où si celui-ci apprend à s'en servir, il pourrait changer le cours de la guerre. Aussitôt, il rassemble toute son armée, soit près de quarante mille hommes pour attaquer Eldacre et en finir une fois pour toutes.
Plus de la moitié des hommes de Gaise Macon sont déjà morts durant la campagne, et presque un Rigante sur deux quand ils décident de livrer un dernier combat désespéré.
La bataille finale fait rage pendant trois jours, dans les tranchées et les fortifications, dans la boue et sous le feu des canons, heure après heures et les cadavres s'empilent. Winter Kay et trente Chevaliers du Sacrifice profitent de la diversion à l'extérieur pour s'infiltrer dans le château et tenter de voler le crâne. Seulement ils sont stoppés et tués par des Rigantes blessés qui étaient à l'hôpital de fortune, infirmes ou agonisants pour la plupart.
Cependant à l'extérieur, la bataille est perdue malgré les actes d'héroïsme, la majorité des hommes sont morts, y compris les généraux d'Eldacre, Bael le chef Rigante, le Faucheur et bien d'autres, et même Kaelin est gravement blessé même s'il continue de se battre.
Gaise Macon décide alors d'utiliser le crâne. Pendant quelques heures, il dispose des pouvoirs de son ancien propriétaire Seithe, et il soigne alors tous les blessés, et ramène même les morts récents à la vie. Il dit à Kaelin qu'il a eu raison de s'opposer à lui, et au moment où la divinité prend enfin possession de son corps, Mulgave, l'ancien ami de Gaise Macon l'abat d'une balle en or, selon ses ultimes ordres.
Délivrés de l'influence néfaste des Chevaliers du Sacrifice et du crâne, les Varlishes cessent tout combat. Le Moïdart qui a finalement pris conscience de l'amour qu'il portait à son fils est désespéré et perd un peu de sa rage. Étant donné les actes divins de Gaise Macon sur sa fin, le Moïdart est considéré comme le père d'un saint devient le nouveau roi. Des jours meilleurs sont enfin arrivés pour tous, mettant fin à des mois de guerre sauvage.